# Ice Nine
Ice Nine est un jeu vidéo de tir à la première personne développé par Torus Games et édité par Bam! Entertainment, sorti en 2005 sur Game Boy Advance.
Initialement, le jeu devait être une adaptation du film La Recrue. Une version PlayStation 2 était prévue mais a été annulée.